# Río Kinsei
El Kinsei (金生川 Kinsei-gawa?) es un río que atraviesa la Ciudad de Shikokuchuo, por la zona que había pertenecido a la Ciudad de Kawanoe, en la prefectura de Ehime.

## Características
Nace en el distrito Kawatakichoshimoyama (川滝町下山 Kawatakichōshimoyama?) de la Ciudad de Shikokuchuo, en cercanías del límite con la prefectura de Tokushima, iniciando su recorrido hacia el oeste. Desemboca en el mar Interior de Seto, en la zona del Puerto de Mishima Kawanoe, en el distrito Kawanoechō.
Se considera que el topónimo "Kawanoe" empezó a utilizarse en referencia a la desembocadura del Río Kinsei.
En el año 1947 debido a obras realizadas para evitar inundaciones, el curso cercano a su desembocadura, en cercanías de la Ruta Nacional 11, fue desviado a su recorrido actual.
Debido a los efluvios de las fábricas de papel, durante la década de 1970 su contaminación fue considerada un problema. En la década de 1990 se encontraron dioxinas en peces capturados en su desembocadura, lo que fue difundido por los medio de prensa. En la actualidad el problema de la contaminación ha sido solucionada.
La Ruta Nacional 192 corre paralela al río Kinsei.

- Datos: Q9071853